# تابارن
تابارن (فرانسوی: Tabarin‎؛ زاده حوالی ۱۵۸۴ – ۱۶ اوت ۱۶۳۳) دلقک و تردست دوره‌گرد و یکی از مشهورترین بازیگر خیابانیِ شهر پاریس بود. نام اصلی او، آنتوان ژرار (فرانسوی: Anthoine Girard‎) بود و بیشتر در محلهٔ «پلاس دوفین» واقع در غرب ایل دو لا سیته، مردم را با گفتگوهای طنز و مسخره‌ای که با برادرش فیلیپ (در نقش «موندور») داشت، سرگرم می‌کرد. او و برادرش در سال‌های پس از ۱۶۱۸ با فروش داروهای تقلبی پزشکی، سرمایهٔ هنگفتی به جیب زدند.
نمایش خیابانی در آن دوران از محبوبیت خاصی برخوردار بود و هنرمندان در صحنه‌های نمایش سرهم‌بندی‌شدهٔ موقتی با پرده‌ای در پشت، به همراه موسیقی اجراشده توسط هردی-گردی و چند ویولا دا گامبا به اجرای برنامه می‌پرداختند. نمایش‌های رسمی‌تر معاصر، محدود به دربار سلطنتی یا اوتل دو بورگونیه و تحت نظارت صنف تئاتر قرون وسطایی بود که انحصار اجرای تئاتر در پاریس را در اختیار داشت.
یک حکاکی چوبی معاصر، تابارن را در لباس یک دلقک با سبیلی شیک‌وپیک، ریشی نوک‌تیز و یک شمشیر چوبی در دست نشان می‌دهد، که بی‌شباهت به خلفِ خود مستر پانچ نیست که ریش و سبیل ندارد، اما همچون تابارن یک کلاه نمدی نرم خاکستری بر سر دارد که در دستان ماهر او، شکل‌های متفاوتی به خود می‌گیرد. تابارین از ریشهٔ واژه فرانسوی تابار، یک جبه کوتاه از همان نوعی به تن دارد که چهرهٔ مشهور کمدیا دلآرته اسکاراموش می‌پوشید.
در اجراهای هفتگی مفصل‌تر، بازیگران و شخصیت‌های دیگر و به‌ویژه همسر تابارن هم حضور داشتند. در این نمایش‌ها، او جوک‌های سخیف و رکیک خود را بر اساس اوضاع جاری و شرایط کمدیا دلآرته، که در آن زمان برای اشراف و دربار سلطنتی فرانسه سرگرم‌کننده بود، طرح‌ریزی و بیان می‌کرد و با استفاده از توانایی عالی خود در بداهه‌پردازی، برای اهالی پاریس نیز سرگرمی و طنزهای روزآمد و جدید را با توجه به کنایه‌های و شوخی‌های محلی به ارمغان می‌آورد. برادران ژرار حوالی سال ۱۶۲۸ بازنشسته شدند و یک ملک اربابی بزرگ خریدند و دوران بازنشستگی خود را همچون نجیب‌زادگان محلی در نزدیکی اورلئان سپری کردند.
بسیاری از شوخی‌های عامیانه و مکالمات طنز امروزی به او نسبت داده شده‌است و تعداد فراوانی جزوه‌های ارزان‌قیمت، که ادعا می‌شد آثار کامل او هستند، از سال ۱۶۲۲ به بعد پدیدار گشت. شخصیت‌های مبتذل عامه‌پسند دیگری علاوه بر تابارن با آن کلاه نمدی خاص که به «کلاه شاپوی تابارن» معروف بود و قابلت تبدیل به اشکال گوناگون را داشت، کم‌کم ظاهر شدند. پژواکِ دو پیرمرد به نام‌های «لوکا و پیفانیه» هنوز در اپرای آرایشگر سویل طنین‌انداز است و بانوان مستقل و شوخ‌طبع، «فرانسیسکین و ایزابلا» از دیگر هنرمندان آن دوران بودند. یک سرباز قدیمی فالستافی (بر پایهٔ آلازون کمدی‌های رومی) به نام «کاپیتان رودومونته»، نام خود را به شخصیت رجزخوان و لاف‌زن تئاترهای فرانسه داد، یک شخصیت به‌شدت پرمدعا، غرغرو و بدوبیراه‌گو که اعتماد‌به‌نفس بیهوده و کاذب دارد، تندسخن است و بی‌دلیل دیگران را تهدید می‌کند. مولیر و لا فونتن هر دو، این شخصیت نمایشی را تحسین می‌کردند و تحت تأثیر سنت تابارن در حاضرجوابی و پاسخ‌های طنز دندان‌شکن خشن او قرار گرفتند. سال‌ها پس از مرگش، بوالو و ولتر هم به نیکی از تابارن یاد کردند.
واژهٔ تابارن امروزه در فرانسه نام‌بخش هر گونه طنزپرداز و کمدین غرفه‌ای خیابانی است. تابارن همچنین نام یک کاباره است که با پوستری اثر پل کالین در دههٔ ۱۹۲۰ میلادی جاودانه شد.